# Microneta
Microneta Menge, 1869 è un genere di ragni appartenente alla famiglia Linyphiidae.

## Distribuzione
Le quindici specie oggi note di questo genere sono state rinvenute in America, Europa, Asia e Oceania: la specie dall'areale più vasto è la M. viaria, reperita in svariate località dell'intera regione olartica.

## Tassonomia
Dal 2009 non sono descritti esemplari di questo genere.
A dicembre 2012, si compone di 15 specie secondo l'aracnologo Platnick, e 11 specie secondo Tanasevitch:
- Microneta aterrima Eskov & Marusik, 1991[3] — Russia
- Microneta caestata (Thorell, 1875) — Svezia
- Microneta disceptra Crosby & Bishop, 1929 — Perù
- Microneta flaveola Banks, 1892[4] — USA
- Microneta formicaria Balogh, 1938 — Nuova Guinea
- Microneta inops (Thorell, 1875) — Svezia
- Microneta iracunda (O. P.-Cambridge, 1879) — Lettonia
- Microneta orines Chamberlin & Ivie, 1933 — USA
- Microneta protrudens Chamberlin & Ivie, 1933[5] — USA
- Microneta saaristoi Eskov & Marusik, 1991[6] — Russia
- Microneta semiatra (Keyserling, 1886) — Brasile
- Microneta sima Chamberlin & Ivie, 1936 — Messico
- Microneta varia Simon, 1897 — Isola Saint Vincent
- Microneta viaria (Blackwall, 1841) — Regione olartica
- Microneta watona Chamberlin & Ivie, 1936 — Messico

### Specie trasferite
Questo genere ha dato il nome ad una delle sottofamiglie più estese dei linifidi, le Micronetinae; a fronte delle quindici specie oggi ritenute valide, molte altre, circa, originariamente qui descritte, sono state trasferite e/o hanno costituito nuovi generi, man mano che venivano, e vengono, identificate peculiarità tali da giustificarne lo spostamento. 
1. Microneta aeronautica Petrunkevitch, 1929; trasferita al genere Linyphantes.
2. Microneta anopla Chamberlin & Ivie, 1933; trasferita al genere Meioneta.
3. Microneta complicata Banks, 1892; trasferita al genere Lepthyphantes.
4. Microneta cornupalpis (O. P.-Cambridge, 1875); trasferita al genere Centromerus.
5. Microneta denticulata Emerton, 1909; trasferita al genere Centromerus.
6. Microneta distincta Banks, 1892; trasferita al genere Hypsosinga, appartenente alla famiglia Araneidae.
7. Microneta emertoni Roewer, 1942; trasferita al genere Meioneta.
8. Microneta evadens Chamberlin, 1925; trasferita al genere Meioneta.
9. Microneta fabra (Keyserling, 1886); trasferita al genere Meioneta.
10. Microneta forensis (O. P.-Cambridge, 1872); trasferita al genere Meioneta.
11. Microneta fratrella (Chamberlin, 1919); trasferita al genere Meioneta.
12. Microneta frontata Banks, 1892; trasferita al genere Robertus, appartenente alla famiglia Theridiidae.
13. Microneta furcata Emerton, 1882; trasferita al genere Centromerus.
14. Microneta gigantea Banks, 1892; trasferita al genere Eidmannella, appartenente alla famiglia Nesticidae.
15. Microneta hamburgensis Bösenberg, 1902; trasferita al genere Meioneta.
16. Microneta heathi (Chamberlin, 1922); trasferita al genere Improphantes.
17. Microneta inexpedibilis (O. P.-Cambridge, 1872); trasferita al genere Meioneta.
18. Microneta insulana Simon, 1900; trasferita al genere Ostearius.
19. Microneta latens Banks, 1892; trasferita al genere Centromerus.
20. Microneta latidens Emerton, 1882; trasferita al genere Centromerus.
21. Microneta llanoensis Gertsch & Davis, 1936; trasferita al genere Meioneta.
22. Microneta longibulba Emerton, 1882; trasferita al genere Centromerus.
23. Microneta lophophor (Chamberlin & Ivie, 1933); trasferita al genere Meioneta.
24. Microneta luteola Banks, 1892; trasferita al genere Centromerus.
25. Microneta maculata Mello-Leitão, 1940; trasferita al genere Neomaso.
26. Microneta maritima Emerton, 1919; trasferita al genere Meioneta.
27. Microneta mascula (Karsch, 1879); trasferita al genere Aprifrontalia.
28. Microneta meridionalis Crosby & Bishop, 1936; trasferita al genere Meioneta.
29. Microneta minutissima Banks, 1892; trasferita al genere Meioneta.
30. Microneta multesima (O. P.-Cambridge, 1875); trasferita al genere Macrargus.
31. Microneta nefaria (O. P.-Cambridge, 1879); trasferita al genere Pocadicnemis.
32. Microneta olivacea Emerton, 1882; trasferita al genere Agyneta.
33. Microneta olivena Barrows, 1940; trasferita al genere Meioneta.
34. Microneta orcina Emerton, 1917; trasferita al genere Linyphantes.
35. Microneta pallida Kulczyński, 1908; trasferita al genere Proislandiana.
36. Microneta persoluta (O. P.-Cambridge, 1875); trasferita al genere Centromerus.
37. Microneta pinnata Emerton, 1915; trasferita al genere Allomengea.
38. Microneta prolata (O. P.-Cambridge, 1873); trasferita al genere Holminaria.
39. Microneta quinquedentata Emerton, 1882; trasferita al genere Centromerus.
40. Microneta serrata Emerton, 1909; trasferita al genere Meioneta.
41. Microneta simplex (Emerton, 1926); trasferita al genere Meioneta.
42. Microneta spinigera Balogh, 1935; trasferita al genere Sintula.
43. Microneta tennapex Barrows, 1940; trasferita al genere Centromerus.
44. Microneta tumoa Chamberlin & Ivie, 1933; trasferita al genere Meioneta.
45. Microneta ululabilis (Keyserling, 1886); trasferita al genere Oreonetides.
46. Microneta uta Chamberlin, 1920; trasferita al genere Meioneta.

### Sinonimi
- Microneta soltaui Banks, 1901; posta in sinonimia con M. viaria (Blackwall, 1841) a seguito di un lavoro dell'aracnologo van Helsdingen (1973c).